# Luxe-Sumberraute
Luxe-Sumberraute är en kommun i departementet Pyrénées-Atlantiques i regionen Nouvelle-Aquitaine i sydvästra Frankrike. Kommunen ligger i kantonen Saint-Palais som tillhör arrondissementet Bayonne. År 2022 hade Luxe-Sumberraute 399 invånare.

## Befolkningsutveckling
Antalet invånare i kommunen Luxe-Sumberraute
| Referens: INSEE |